# Alfredo Irusta
Alfredo Irusta Irusta (Ampuero, Cantabria, 14 de noviembre de 1934-Ortuella, Vizcaya, 24 de junio de 2018) fue un ciclista español profesional entre 1960 y 1972.
Sus únicas victorias las obtuvo en la modalidad de ciclocrós, a la que se dedicó prácticamente en exclusividad tras no lograr los resultados esperados en la ruta. Tuvo como grandes rivales a Antón Barrutia, José María Basualdo y José Luis Talamillo; estos tres junto Alfredo Irusta fueron dominadores y animadores de la mejor época del ciclocrós español. 
Su hijo Alfredo Irusta Sampedro también fue ciclista profesional.

## Palmarés
| 1961 - 3.º en el Campeonato de España de Ciclocrós 1966 - Campeonato de España de Ciclocrós 1967 - 3.º en el Campeonato de España de Ciclocrós 1968 - 2.º en el Campeonato de España de Ciclocrós | 1969 - Campeonato de España de Ciclocrós 1970 - 2.º en el Campeonato de España de Ciclocrós 1971 - Campeonato de España de Ciclocrós |

## Equipos
- Independiente (1960)
- Gurelesa (1961-1962)
- Espumosos Gorbea (1963)
- Coral (1966)
- Karpy (1968-1972)